# Picton, Nya Zeeland
Picton är en hamnstad på nordänden av Nya Zeelands sydö. Från Picton går färjorna över Cooksundet till Wellington. Picton hade cirka 3 000 invånare år 2006. Från staden går järnvägen ner mot Blenheim, Kaikoura och Christchurch.